# Jasper Fforde
Jasper Fforde (11 de enero de 1961) es un novelista británico de fantasía. Su primera obra, El caso de Jane Eyre, fue publicada en 2001, dando inicio a la que sería la saga de aventuras de la detective Thursday Next que le reportaría éxito internacional. También es autor de las series Nursery Crimes y Shades of Grey.

## Biografía
Fforde nació en Londres el 11 de enero de 1961. Es hijo de John Standish Fforde, vigésimo cuarto Cajero Jefe (Chief Cashier) del Banco de Inglaterra, y bisnieto del periodista Edmund Dene Morel. De modo más anecdótico, es primo del esposo de la escritora de novelas románticas Katie Fforde, a quien por la coincidencia de apellidos se le ha preguntado frecuentemente si tenían algún tipo de parentesco.
Fforde estudió en la fundación Dartington Hall (Devon, Inglaterra), una entidad social dedicada a la promoción de las Artes, la sostenibilidad y la justicia social. Sus inicios profesionales fueron como primer asistente de cámara en la industria cinematográfica, colaborando en variedad de películas como Quills, GoldenEye o Entrapment.

## Novelas
Sus obras más populares, que arrastran millones de fanes en lengua inglesa, se centran en la parodia de las novelas de detectives, aunque ambientándolas en un mundo fantástico ligeramente distinto del nuestro.
La serie de la detective Thursday Next, por ejemplo, describe un mundo donde la literatura, y más concretamente la literatura inglesa, es casi una religión por la que llegan a enfrentarse enfervorecidos fanes del poeta Wordsworth contra enloquecidos seguidores de Coleridge. En este mundo ha tenido que habilitarse para estos casos especiales un departamento de Policía Literaria, encargado de lidiar con este tipo de problemas y otros más prosaicos como destapar falsas autorías o plagios que, mal que pese, pueden llegar a desencadenar también peligrosas revueltas. La primera historia de esta saga y también el primer libro de Fforde publicado, El caso de Jane Eyre, relata con muchísimo humor cómo Thursday Next debe rescatar a Jane Eyre, la protagonista de la novela homónima de Charlotte Brontë. A este inicio de saga le siguieron Perdida en un buen libro, El pozo de las tramas perdidas, Algo huele a podrido y, todavía sin traducir, First Among Sequels. El caso de Jane Eyre llegó a recibir 76 rechazos de las editoriales antes de ser aceptado. Irónicamente, sería esta obra la que le reportaría su éxito actual. En 2004, Fforde ganó el premio Wodehouse en la categoría de Ficción cómica por El pozo de las tramas perdidas.
The Big Over Easy (2005), que comparte un planteamiento similar con la saga de Thursday Next en tanto a su fuerte base literaria, es una reescritura de una novela previa que no consiguió que ningún editor aceptara. Inicialmente iba a titularse Who Killed Humpty Dumpty? (¿Quién mató a Humpty Dumpty?) pero, finalmente, Fforde la renombraría para acabar convirtiéndola en el comienzo de su segunda serie titulada Nursery Crime. En ella, los casos del bizarro detective Jack Spratt no se centran en personajes de obras clásicas sino en los personajes de las "nursery rhymes" o canciones infantiles tradicionales inglesas. En 2006, apareció la segunda aventura de la saga, The Fourth Bear, basada en el cuento de Ricitos de oro.
Los libros de Fforde son notorios por la profusión de guiños literarios y juegos de palabras, elementos metaficcionales y un juego constante con las convenciones tradicionales acerca de los géneros literarios. En su uso del lenguaje y del humor absurdo se le puede comparar con grandes maestros de la literatura inglesa como son Lewis Carroll o, más recientemente, Douglas Adams, autor de la saga paródica de ciencia ficción La guía del autoestopista galáctico. Fforde domina los mecanismos del lenguaje literarios y disfruta jugando con ellos como, por ejemplo, utilizando las notas a pie de página a modo de elementos narrativos que participan de la trama o escribiendo palabras impronunciables en las conversaciones de sus personajes que ellos sí pueden pronunciar justamente por su cualidad de seres escritos. Curiosamente, ninguno de sus libros contiene un capítulo 13, aunque en el índice suele aparecer siempre refiriéndose a la página en blanco anterior del capítulo 14.
En 2006, el autor afirmó:
La saga de Thursday Next tiene cuatro libros, así que el próximo que voy a escribir es el quinto, por lo que volveré a recurrir a ella para un libro más y después, no sé, a lo mejor podría experimentar con alguna serie nueva o dos. Es un momento emocionante porque no sé que va a deparar el 2009. Voy a tener un libro para 2009 pero no sé sobre qué, y eso es muy emocionante porque ¿donde está ahora mismo ese libro que voy a escribir? Va a estar ahí en un par de años pero no aquí ni ahora. Prometí un libro por año durante 10 años para intentar llegar a ser reconocido por mi trabajo, y ese periodo acaba en cuatro años. Me digo a mí mismo que entonces podría tomarme un año de descanso. Así que estoy deseando que llegue ese momento.
 No obstante, Fforde anunció después que no habría "Ningún libro nuevo de Thursday Next para 2008".
Shades of Grey, la primera novela de su nueva serie, fue publicada en diciembre de 2009 en Estados Unidos y en enero de 2010 en Reino Unido, a pesar de haber sido anunciada por la editorial para verano de 2008 y, más tarde, aplazada para julio de 2009. De acuerdo con la página oficial del autor, la sexta novela había sido prevista para enero de 2011. De todo modos, el autor sólo empezó a escribir el libro en diciembre de 2009.
Fforde también planea una tercera historia de Nursery Crime, The Last Great Tortoise Race, inspirada en el cuento de La liebre y la tortuga:
The Last Great Tortoise Race será la tercera y última entrega de la saga de Nursery Crime. No tengo ni idea de para cuándo la tendré escrita o publicada.
En junio de 2010 se anunció a través de la página del autor que Fforde iba a publicar su primer libro para niños, The Last Dragonslayer, en noviembre del mismo año, y que formaría parte de una trilogía.

## Historias cortas
Publicó una historia en la edición galesa de la revista británica Big Issue (una revista distribuida por gente sin techo) titulado "We are alike" (primero llamado "El hombre sin rostro") en septiembre de 2009.
También publicó "The Locked Room Mystery mystery" (sic) para el periódico británico The Guardian en noviembre de 2007, cuento que puede visitarse en línea en la página del rotativo. La versión estadounidense de El pozo de las tramas perdidas incluye un capítulo extra (34a) titulado Heavy Weather, una historia completa en sí misma.

### En castellano
- El caso de Jane Eyre, trad. de Pedro Jorge Romero, Ediciones B (2007)
- Perdida en un buen libro, trad. de Pedro Jorge Romero, Ediciones B (2007)
- El pozo de las tramas perdidas, trad. de Pedro Jorge Romero, Ediciones B (2008)
- Algo huele a podrido, trad. de Pedro Jorge Romero, ediciones B (2010)

### En lengua original
- Serie de Thursday Next
  - The Eyre Affair (2001)
  - Lost in a Good Book (2002)
  - The Well of Lost Plots (2003)
  - Something Rotten (2004)
  - First Among Sequels (2007)
  - One of our Thursdays is Missing (2011)
  - The Woman Who Died a Lot (2012)[15]
  - Dark Reading Matter (TBA)[16]
- Serie de Nursery Crime
  - The Big Over Easy (2005)
  - The Fourth Bear (2006)
  - The Last Great Tortoise Race (anunciado para la primavera de 2012)[17]
- Serie de Shades of Grey
  - Shades of Grey (título en la portada), Shades of Grey 1: The Road to High Saffron (título en el interior); el libro concluye con una nota que anuncia dos títulos por venir:
    - Shades of Grey 2: Painting by Numbers
    - Shades of Grey 3: The Gordini Protocols
- La trilogía infantil de Dragonslayer
  - The Last Dragonslayer (anunciado para noviembre de 2010)[12]